# لوت توماس
لوت توماس هو محامي وقاضي وسياسي أمريكي، ولد في 17 أكتوبر 1843 في ماركليسبورغ في الولايات المتحدة، وتوفي في 17 مارس 1905 في يوما في الولايات المتحدة. نشط حزبياً في الحزب الجمهوري. وقد انتخب عضو مجلس النواب الأمريكي ‏.